# Ljubenovo (distrikt i Bulgarien, Stara Zagora)
Ljubenovo (bulgariska: Любеново) är ett distrikt i Bulgarien.   Det ligger i kommunen Obsjtina Radnevo och regionen Stara Zagora, i den centrala delen av landet, 220 km öster om huvudstaden Sofia.
Trakten runt Ljubenovo består till största delen av jordbruksmark. Runt Ljubenovo är det ganska glesbefolkat, med 40 invånare per kvadratkilometer.